# Pontificio collegio polacco
Il pontificio collegio polacco (in latino Pontificium Collegium Polonorum) è un collegio e convitto per alunni appartenenti al clero polacco che seguono gli studi ecclesiastici a Roma.

## Storia
La fondazione a Roma di un collegio destinato agli studenti polacchi in anni in cui lo spirito cattolico in patria era gravemente minacciato, fu promossa nel 1850 da Bogdan Jański e dai risurrezionisti e proposta a papa Pio IX tramite Charles de Montalembert.
Grazie ai fondi raccolti tra i polacchi in patria e all'estero, la fondazione ebbe luogo il 9 marzo 1866. Pio IX pose il collegio sotto la sua speciale protezione e lo decorò con il titolo di "pontificio". Il papa nominò primo rettore Piotr Semenenko.
I risurrezionisti mantennero la direzione del collegio fino al 1938 quando, per volontà dell'episcopato polacco e per decreto della Congregazione dei seminari, a essi subentrò il clero secolare. L'11 febbraio 1949 la direzione del collegio passò ai gesuiti. Il collegio fu restaurato e ingrandito tra il 1947 e il 1948 grazie al contributo della comunità polacca in America.
Gli alunni indossano la veste talare con una cintura verde in vita e frequentano i corsi della Pontificia università gregoriana.
La sede del collegio, al 1936, è in piazza Remuria a Roma.